# 赤沢正道
赤沢 正道（赤澤 正道、あかざわ まさみち、1907年（明治40年）7月26日 - 1982年（昭和57年）1月20日）は、日本の実業家、政治家。赤沢組会長。自治大臣兼国家公安委員長。
山陰労災病院の誘致、国道9号の拡幅、美保基地周辺の民生安定事業など、郷土に残した足跡は多い。政治家赤沢亮正は孫。

## 来歴・人物

### 生い立ち
鳥取県米子市西倉吉町に生まれた。父・康平は、徳島県出身の土木建築業。旧徳島藩士である。明治30年代から始まった山陰本線の建設に参加するため米子に進出、業界のリーダーとして業績を積み上げた。
また康平は、邸内に造った弓道場で毎朝弓を引いたといわれ、赤沢家は市民から一目置かれる家庭だった。

### 学生時代
明道小学校に袴（ハカマ）をつけて通学した。商家育ちの児童が多い中でひときわ目立った。
米子中学校（現米子東高校）に進んだ赤沢は、英語が得意で、外交官を志し、校内での催しに英語で講演したほどだった。剣道も群を抜いて強く、文武両道の英才だった。
旧制松江高等学校を経て1930年（昭和5年）東京帝国大学法学部政治学科卒業。赤沢組を継ぐ。

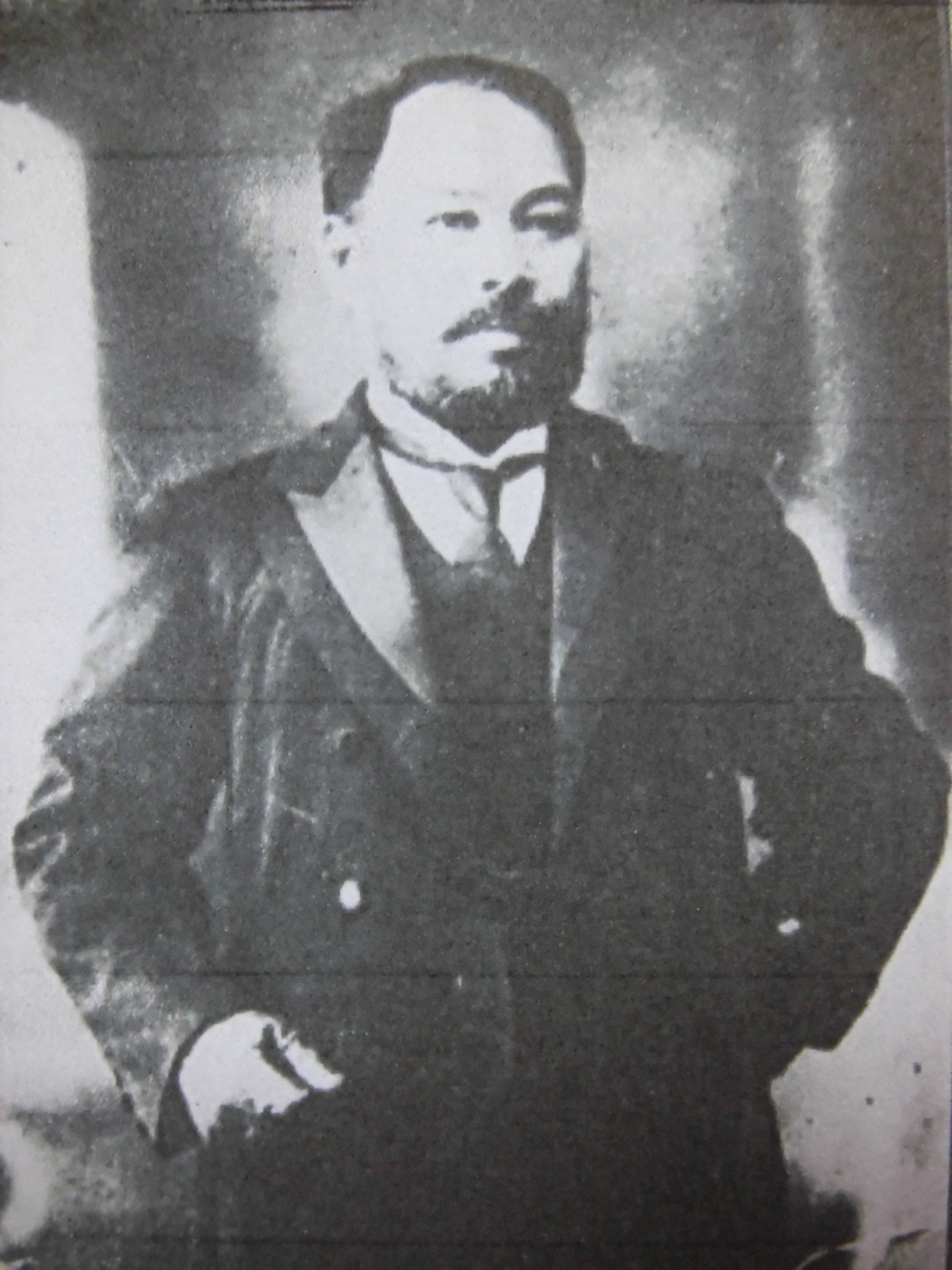
父・赤沢康平
（『鳥取、島根官民肖像録』）

在郷軍人会、大政翼賛会などに嘱望されて参加する。

### 政治家として
1946年（昭和21年）戦後初の総選挙で衆議院議員に初当選。しかし戦時中の経歴で公職追放となった。
解除後1953年（昭和28年）の総選挙で返り咲き、衆議院議員当選9回、通算24年10ヶ月勤続した。三木派に属し三木武夫の盟友として知られた。第3次池田内閣、第2次佐藤内閣第1次改造内閣で自治大臣兼国家公安委員会委員長として入閣した。
1977年11月の秋の叙勲で勲一等に叙され、瑞宝章を受章する。
1982年（昭和57年）1月20日、死去した。74歳没。同月22日、特旨を以て位九級を追陞され、死没日付をもって従七位から正三位に叙された。戒名は「大徳院殿晴雲仁覚正道大居士」。

## 交遊関係

### 清交クラブ

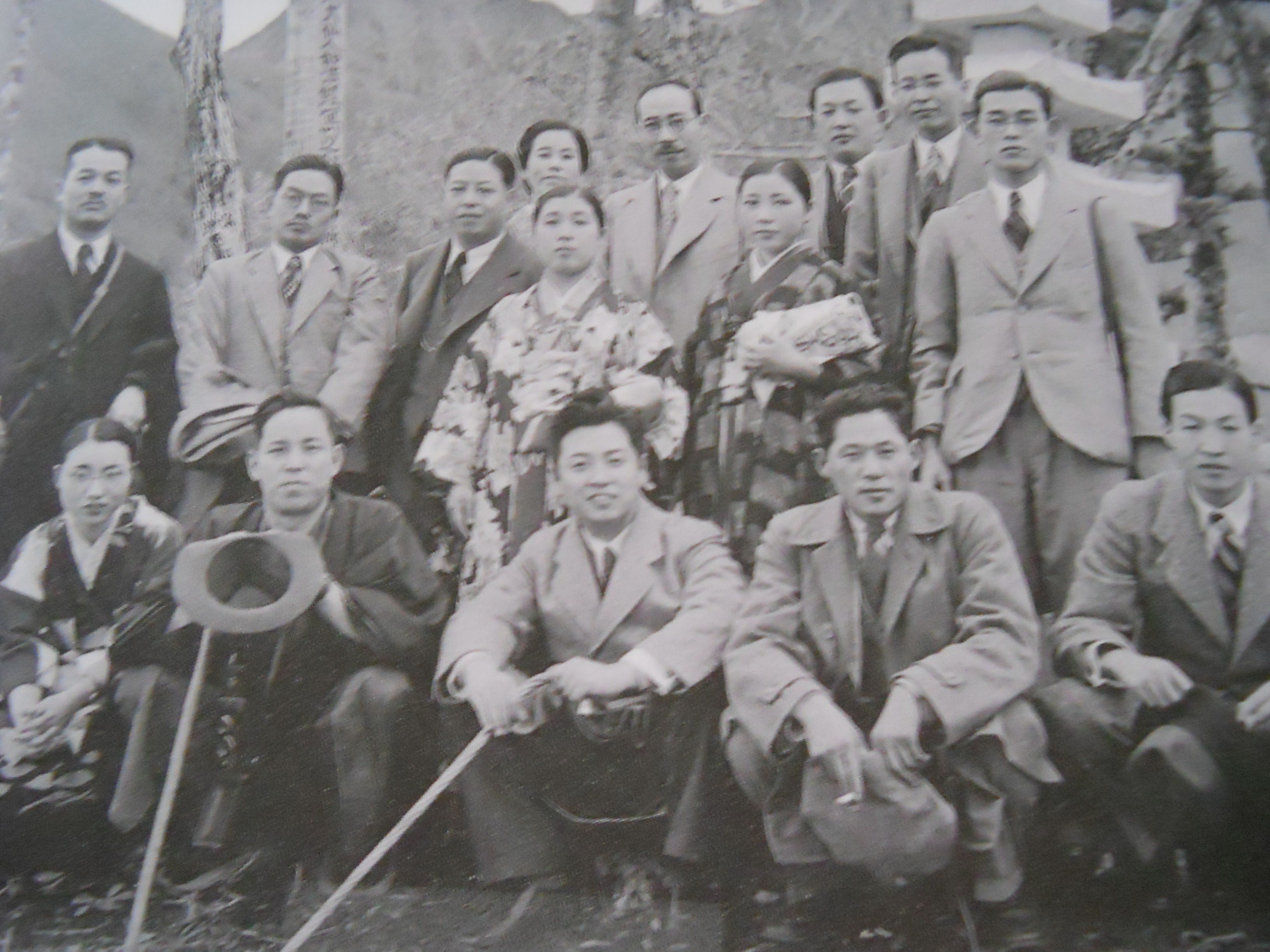
前列右から坂口純三、織田収、赤沢正道、坂口昇。後列左から雑賀愛造、上原準三、坂口平兵衛 (2代)
（大山に遊ぶ清交クラブの面々）

『坂口平兵衛意誠 追懐録』6-7頁によると、
「当時のことで、もう一つ忘れてはならないのは、昭和十一年に誕生した清交クラブのことである。これは、赤沢正道氏が中心となって、織田収、坂口平兵衛、田村純一、坂口昇、大坪正章各氏ら、当時の若手有力者が集った、米子で初めての社交クラブである。マネージャーを小野篁一氏が務め、現在の朝日町赤沢医院の所にあった赤沢氏の自宅の敷地内にクラブのための建物を新築し、一階で撞球、二階で囲碁、マージャンなどを楽しみながら、熱っぽく天下、国家を論じ合った。いわば、米子ロータリークラブの前身とでもいえようか。」という。

## 事件
1964年（昭和39年）、縁戚の森病院で当時2000万円の脱税が発覚。当時の木村秀弘国税庁長官に直接電話をかけ、脱税事件の処理を依頼した。
高杉良著『不撓不屈』182頁によると、「…御殿山病院の波木院長から呼び出しを受けた。“森病院の件は呆気なく済んじゃった。縁戚の自民党の赤沢代議士に連絡して、赤沢さんから木村長官に一本電話を入れたら、長官から鹿沼税務署に電話が来て、あわてふためいた総務課長が森さんの家にすっ飛んで来たらしい。それで、どうもご心配かけて済みませんでした、で一件落着ですよ。森病院の二千万円の件はパーになっちゃった。飯塚さんも、この流儀でやれば、どうってことなかったのにねぇ”。昨年十二月一日に森病院の森昇二副院長から“今回の調査で二千万円ばかりの隠し預金が東京の銀行から出ちゃった”と恨みがましく言われたことを飯塚は思い出した。国税庁の長官自ら、脱税に与していたことになる。飯塚は返す言葉がなかった。」という。

## 逸話
趣味は読書、囲碁、スポーツ、剣道。宗教は真言宗。住所は米子市日ノ出町。

## 家族

### 赤沢家
（徳島県、鳥取県米子市西倉吉町・日ノ出町）
- 妻・貞子[13]（鳥取市[12]、西川清一（鳥取日赤病院副院長[12]、内科医長[12]）の妹[12]）
- 長女・薫子[13]（森亮一の妻）

### 略系図
|  |  |  |  |  |  |  |  | 赤沢康平 |    |    |    |    |    |          |  |  |  |  |  |        |        |        |        |        |        |  |  |  |  |
|  |  |  |  |  |  |  |  |          |    |    |    |    |    |          |  |  |  |  |  |        |        |        |        |        |        |  |  |  |  |
|  |  |  |  |  |  |  |  | 赤沢正道 |    |    |    |    |    |          |  |  |  |  |  |        |        |        |        |        |        |  |  |  |  |
|  |  |  |  |  |  |  |  |          |    |    |    |    |    |          |  |  |  |  |  |        |        |        |        |        |        |  |  |  |  |
|  |  |  |  |  |  |  |  | 娘       | 娘 | 娘 | 娘 | 娘 | 娘 |          |  |  |  |  |  | 森亮一 | 森亮一 | 森亮一 | 森亮一 | 森亮一 | 森亮一 |  |  |  |  |
|  |  |  |  |  |  |  |  | 娘       | 娘 | 娘 | 娘 | 娘 | 娘 |          |  |  |  |  |  | 森亮一 | 森亮一 | 森亮一 | 森亮一 | 森亮一 | 森亮一 |  |  |  |  |
|  |  |  |  |  |  |  |  |          |    |    |    |    |    |          |  |  |  |  |  |        |        |        |        |        |        |  |  |  |  |
|  |  |  |  |  |  |  |  |          |    |    |    |    |    | 赤沢亮正 |  |  |  |  |  |        |        |        |        |        |        |  |  |  |  |